# عرش المقوار (القفر)

تعديل مصدري - تعديل

عرش المقوار محلة تابعة لقرية الدميم، التابعة لعزلة بني سيف العالي بمديرية القفر إحدى مديريات محافظة إب في الجمهورية اليمنية، بلغ تعداد سكانها 86 حسب تعداد اليمن لعام 2004.